# Encore/Curtains Down
Encore/Curtains Down (eller blot Encore) er titelnummeret fra den amerikanske rapper Eminems femte studiealbum, Encore. Sangen blev udgivet som vinyl, dog kun i USA.
Sangen blev nomineret i kategorien Bedste rap-sang af en gruppe eller duo ved Grammy Awards 2006.

## Hitliste
| Hitliste (2004)                       | Højeste placering |
| ------------------------------------- | ----------------- |
| USA Billboard Hot 100                 | 25                |
| USA Hot R&B/Hip-Hop Songs (Billboard) | 48                |
| USA Hot Rap Songs (Billboard)         | 25                |
| USA Mainstream Top 40 (Billboard)     | 12                |